# Siège de Nicée (1097)
Pour les articles homonymes, voir Siège de Nicée.
Première croisade
Batailles
- Xerigordon
- Civetot
- Nicée
- Dorylée
- Antioche
- Ma'arra
- Jérusalem
- Ascalon

Le siège de Nicée est la première opération militaire de la Première Croisade menée contre l'armée d'un royaume musulman. Le siège de cette ville se déroule entre le 14 mai et le 19 juin 1097. Cette victoire des Croisés alliés aux Byzantins marque le début de la reconquête byzantine de l'Ouest de l'Asie Mineure.

## La progression turque et la première croisade
Au cours du XIe siècle, l’affaiblissement du califat, le pouvoir central de l’Islam, amène l’arrivée au premier plan de dirigeants turcs qui se taillent des fiefs dans l’empire musulman induisant un morcellement politique de l’Empire. Cette arrivée des Turcs s’accompagne d’un fanatisme et de persécutions vis-à-vis des peuples non musulmans. Dès 1009, le calife fatimide Al-Hakim fait détruire des églises chrétiennes à Jérusalem.
Les Turcs saljûqides s'établissent en Anatolie à la faveur de la guerre civile qui ravage l'empire byzantin après la Bataille de Manzikert, durant laquelle l'empereur Romain Diogène est fait prisonnier. À Byzance, le général Michel Doukas profite de la vacance impériale pour monter sur le trône et se proclamer empereur. Sans opposition organisée, des bandes Seldjoukides s'infiltrent en Anatolie, appelées par divers prétendants byzantins qui les cantonnent comme garnisons dans les villes qu'ils contrôlent. Occupée par les Turcs en 1081, la ville de Nicée devient aussitôt la capitale du sultanat de Roum.
Pour les pèlerins chrétiens, cette prise de possession de l'Anatolie par les Seldjoukides se traduit par de plus grandes difficultés à atteindre Jérusalem, les rançonnages, les persécutions, voire les meurtres sont autant d’obstacles sur la route des lieux saints. De plus, les Byzantins voient avec une grande inquiétude la présence des Turcs aux portes de leur capitale sans qu’ils puissent vraiment s’y opposer militairement et envoient des messages au pape Urbain II afin d’obtenir de l’aide de la part des Occidentaux. Les messagers sont reçus au concile de Plaisance en mars 1095, et le 27 novembre de la même année, le pape profite du concile de Clermont pour lancer un appel à la chrétienté afin de combattre les Turcs et de délivrer les lieux saints.

L'Empire byzantin en 1081.

## L’arrivée des croisades
Tandis que les barons d’Europe s’organisent pour partir en croisade, de nombreuses personnes issues des couches humbles de la population partent en direction de l’Orient, assemblés en croisade populaire, sous la conduite de quelques chefs tel Pierre l’Ermite. Ces croisés, peu ou mal armés, atteignent Constantinople le 1er août 1096 et s’établissent dans le camp de Civitot sur la rive asiatique de la mer de Marmara. Sans la moindre discipline, certaines bandes vont piller les environs de Nicée. Un certain Renaud prend le château de Xérigordon, à proximité de Nicée, mais sa troupe est massacrée par Kılıç Arslan, sultan de Nicée qui attire ensuite les croisés restés à Civitot et les massacre le 21 octobre.
Kılıç Arslan reprend alors un conflit contre un voisin oriental, Danichmend, en laissant famille et trésor à Nicée. L’enjeu de ce conflit est la souveraineté de la région au nord d’Edesse, et Kılıç Arslan entend soumettre un Arménien, Gabriel, qui s’est emparé de la ville de Malatya et faire en même temps une démonstration de force destinée à assagir Danichmend.
Pendant ce temps, la croisade des barons arrive à Constantinople en avril 1097 et des premières dissensions apparaissent entre l’empereur byzantin et les croisés. Ces litiges aplanis, les croisés traversent le Bosphore et se regroupent à Nicomédie.

## Le siège
La cité bénéficie de solides défenses, six kilomètres de remparts avec 240 tours et, au sud-ouest, le lac Ascanios qui empêche l'accès de ce côté en assurant un approvisionnement en eau.
Pour parvenir à Nicée, Godefroy de Bouillon fait élargir la route reliant Nicomédie à Nicée et l’empereur Alexis Ier Comnène s’engage à assurer un ravitaillement régulier. Après une étape à Nicomédie du 1er au 3 mai 1097, le 4 mai les croisés s'avancent vers Nicée. La ville est atteinte le 6 mai. Les Lorrains menés par Godefroy de Bouillon s'installent au nord, les Normands de Bohémond de Tarente à l'est, et les troupes de Raymond de Saint-Gilles, arrivées le 16 mai, au sud. Entre-temps un premier assaut a lieu le 14 mai.
Enfin, les survivants de la croisade populaire, autour de Pierre l'Ermite, arrivent avec un contingent byzantin commandé par Manuel Boutoumitès. Alexis Comnène fait également venir des machines de siège et la ville est bientôt cernée aux trois quarts. Seule subsiste libre la porte sud de la ville, par laquelle Kılıç Arslan tente de faire parvenir des renforts, mais l’armée de Raymond de Saint-Gilles et d’Adhémar de Monteil, arrivée peu après sur les lieux, les surprend et anéantit cette troupe de renforts.

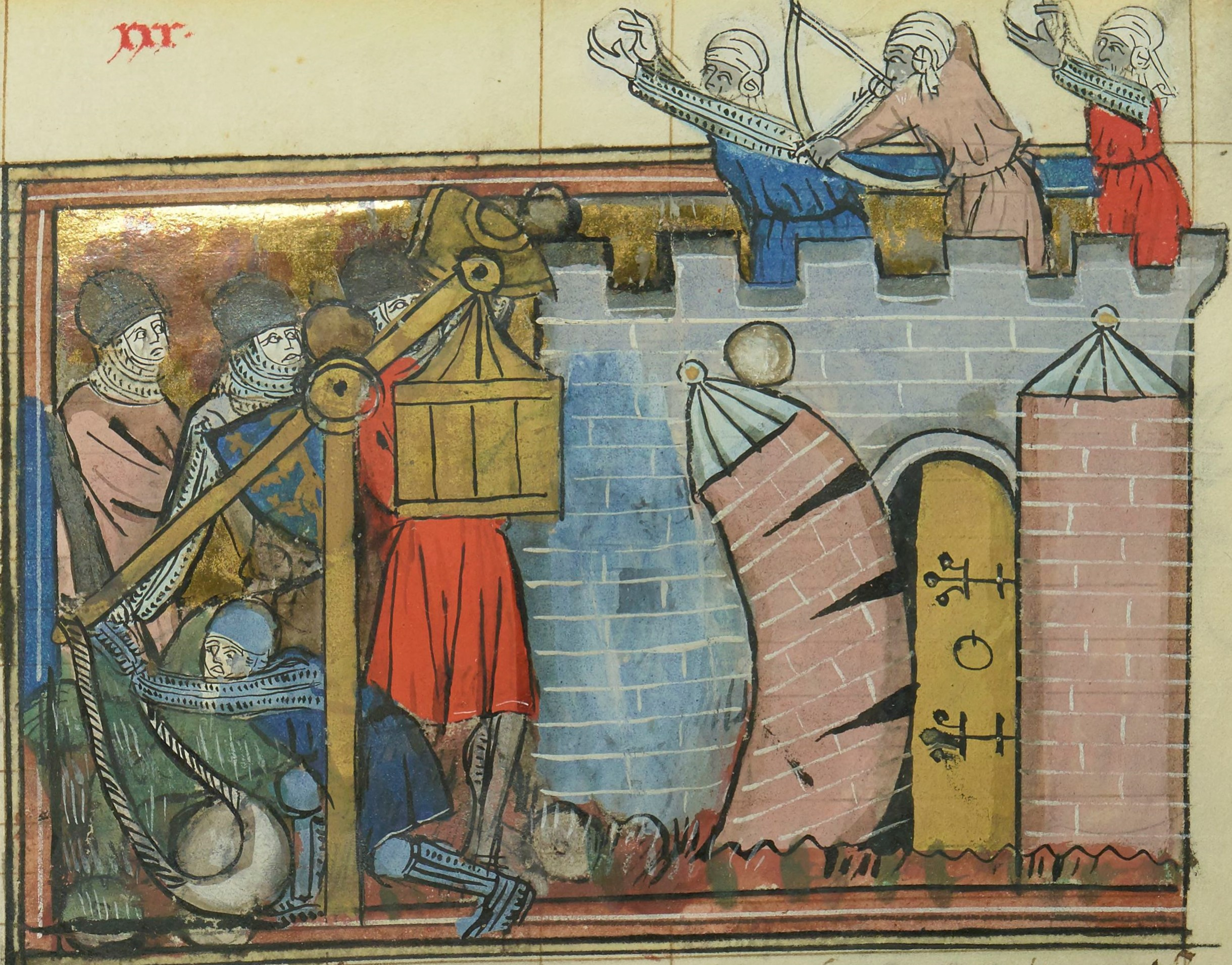
Siège de Nicée (à gauche, engin de siège des croisés et à droite, la ville avec une tour s'écroulant). Roman de Godefroy de Bouillon et Saladdin.

Les assiégés tentent une sortie le 16 mai, mais elle est repoussée et ils laissent environ 200 hommes sur le champ de bataille. Profitant de ce succès, Raymond tente de miner une tour de l’enceinte en la faisant saper par ses mineurs. Cette tour s’écroule enfin au cours d’une nuit, mais les Turcs réussissent à réparer la brèche et les croisés n’ont d’autre choix que de faire un siège en règle. L’arrivée de l’armée de Robert Courteheuse, duc de Normandie, permet de réaliser un blocus complet du côté terrestre, mais les Nicéens peuvent encore se ravitailler par des barques naviguant sur le lac Ascanios.

### La réaction de Kılıç Arslan
En pleine campagne à Malatya, Kiliç Arslan reçoit des nouvelles lui annonçant l'arrivée de la croisade des barons mais il s'en soucie d'abord assez peu. Lorsque la gravité de la situation se confirme, il convient d'une trêve avec son adversaire pour repousser les occidentaux, les Franj.
Du côté turc, si Kilij Arslan a expédié quelques renforts symboliques aux premières alertes, il est trop tard lorsqu'il arrive en vue de la ville. Son avant-garde est battue par un contingent mené par Raymond et Robert de Flandre le 20 mai. Le lendemain, Kılıç Arslan tente de percer les lignes adverses, mais la bataille qui se termine tard le soir est un échec sanglant pour les Turcs.
Kılıç Arslan se replie sur Konya, désormais nouvelle capitale du sultanat. Il aurait transmis aux assiégés un message sibyllin suggérant de se rendre aux Byzantins plutôt qu'aux Francs qui l'année précédente avaient fait de terribles ravages et qui s'« amusaient » à catapulter les têtes de soldats turcs morts dans les précédents combats.
Le 3 juin, le dernier contingent croisé, mené par Robert Courteheuse et Étienne II de Blois complète le dispositif franc. Une tour de siège est montée par les Toulousains, et poussée vers la porte Gonatas, pendant que les sapeurs œuvrent en sous-sol. Mais la tour est endommagée, et ne parvient pas au contact de la muraille.

### La prise de la ville
L'empereur byzantin Alexis Ier, qui a suivi sans accompagner les croisés, arrive avec des bateaux qui permettent d'établir un blocus sur le lac Ascanios : les Turcs ravitaillaient en effet la ville par le lac depuis le début du siège. Deux mille peltastes, commandés par Taticius et Tzitas, arrivent aussi sur les lieux.
Alexis Ier avait fait mener des négociations secrètes par Boutoumitès, qui aboutirent à la reddition de la ville.
Dans la nuit du 25 au 26 juin des mercenaires turcs au service de l'armée byzantine pénètrent dans la ville par le lac, et au petit matin, alors que les Francs préparent l'assaut décisif, ils ont la surprise de voir l'étendard impérial flotter sur les remparts, décevant leur espoir de mettre à sac la ville.

### La suite du siège
Boutoumitès, nouveau duc de Nicée, interdit aux croisés d'entrer par groupes de plus de dix dans la ville.
Malgré les cadeaux de l'empereur en or, chevaux et autres, les croisés partirent pleins de rancœur, le 26 juin. Le premier contingent était mené par Bohémond de Tarente, Tancrède de Hauteville, Robert Courteheuse, Robert de Flandre, accompagnés par Taticius. Godefroy de Bouillon, Baudoin de Boulogne, Étienne de Blois et Hugues de Vermandois composaient le second. Taticius était chargé d'assurer le retour à l'Empire des villes prises. Les croisés avaient cependant le moral au plus haut : Étienne de Blois écrit à sa femme Adela qu'il espérait être à Jérusalem cinq semaines plus tard.

## Conséquences
Pour les croisés, la prise de Nicée est la première action militaire contre l’islam, et leur permet de continuer sur la route de Jérusalem. Le 1er juillet, les croisés battent Kılıç Arslan à la bataille de Dorylée, et atteignent Antioche en octobre. Ils atteignent Jérusalem deux ans plus tard et fondent une série d’États chrétiens en Syrie, qui se perpétuent pendant près de deux siècles. 
Parmi les pertes franques de ce siège, Robert, comte de Gand (mort au combat du 21 mai) Baudouin de Mons, Baudouin Cauderons, Guillaume Ier l'Ancien, comte de Lyon et de Forez, et Gui de Porsenne.

L'Empire byzantin au XIIe siècle.

Pour les Grecs, cette prise est la première action d'envergure de reconquête de l’Asie Mineure. Avant la croisade, les Turcs sont presque aux portes de Byzance, bien qu'Alexis Comnène leur ait repris la Bithynie. Après le passage de la croisade, Alexis Comnène profite de ce que les Seldjoukides soient aux prises avec les croisés pour reprendre de nombreux territoires côtiers de l’Asie Mineure, restaurant la continuité terrestre jusqu’à Trébizonde au nord et jusqu'à la Cilicie au sud.
Ce premier revers d'envergure ne remet pas en cause l'existence du sultanat de Roum, mais sa puissance est amoindrie par les reconquêtes byzantines. Il survit pendant plus de trois siècles, mais d’autres États alors vassaux gagnent en prestige et en puissance lors des combats contre les croisés, tels les émirats d’Alep, de Mossoul et de Damas.